# Schisandraceae

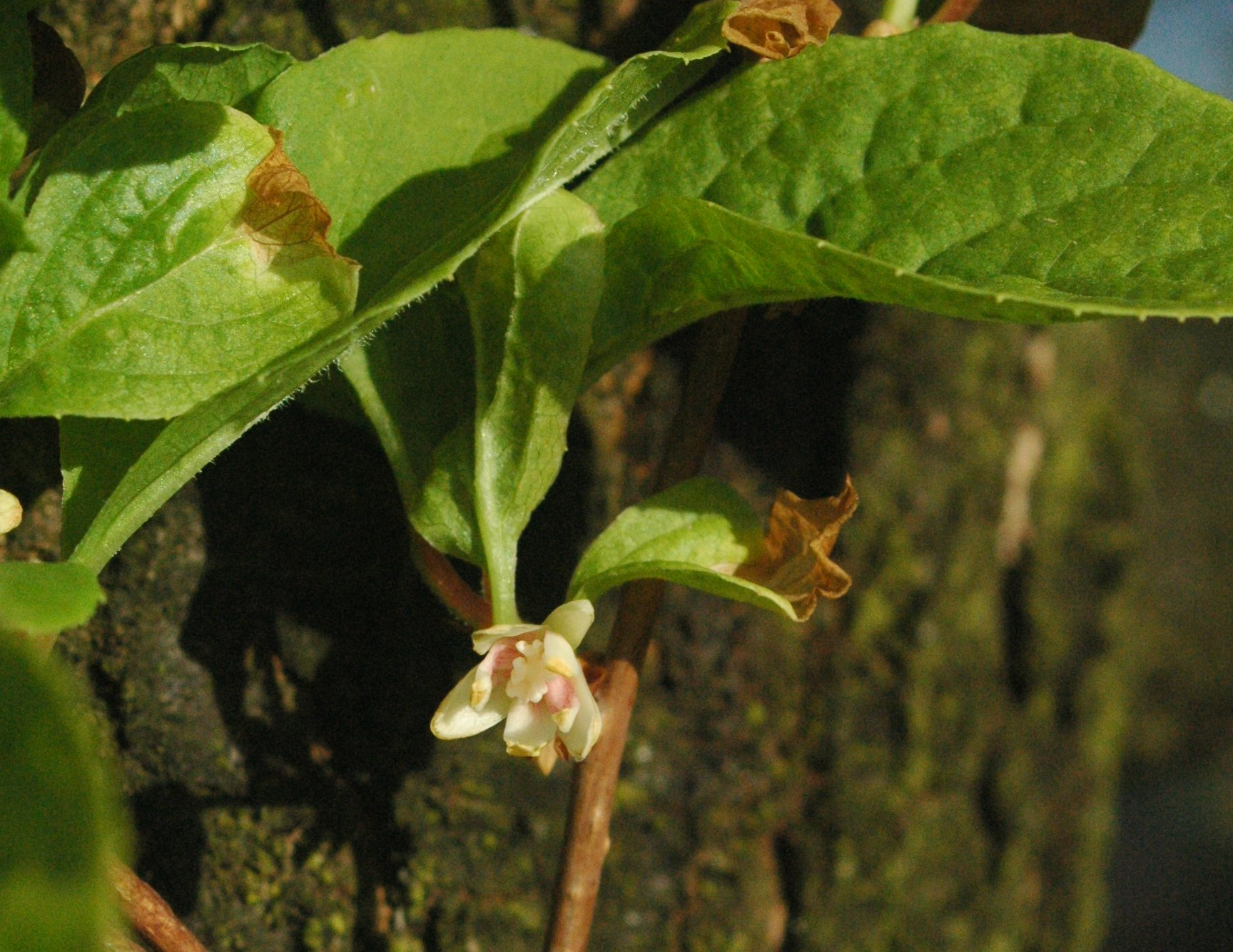
Schisandra sinensis.

Schisandraceae é uma família de plantas com flor da ordem Austrobaileyales que agrupa cerca de 92 espécies repartidas por 3 géneros, com distribuição natural principalmente pelo sueste da Ásia, oeste da Sibéria e Japão, mas com algumas espécies no sueste dos Estados Unidos, leste do México, Cuba, Haiti e República Dominicana. Na circunscrição taxonómica que lhe foi dada pelo sistema APG IV, de 2016, a família inclui as antigas Illiciaceae, família que continha apenas o género Illicium.

## Descrição
Morfologia
Os membros da família Schisandraceae são pequenas árvores e arbustos (mesofanerófitos e microfanerófitos), lianas e trepadeiras sarmentosas, aromáticas, glabras, com até 25 m de altura. Os caules apresentam nodos unilacunares, com cilindro vascular, elementos do esclerênquima fibrosos, com ou sem ramificações.
As folhas são simples, ovadas a ovado-oblongas, alternas, espiraladas (raras vezes dísticas), por vezes agrupadas apicalmente, pecioladas, sem estípulas, coriáceas a cartáceas, com margeens denticuladas a sinuadas, por vezes inteiras.
São plantas monoicas ou dioicas, com flores unissexuais ou hermafroditas, actinomorfas, agrupadas em inflorescências axilares, supra-axilares ou subterminais, embora por vezes com flores solitárias, pareadas ou, raramente, em glomérulo.
As flores são pequenas, brancas, verdosas, amarelo-creme, alaranjadas, por vezes rosadas ou vermelhas, com receptáculo cónico, curto, por vezes muito modificado, tépalas 5-30(-33), em (1-)2-3 verticilos, elípticas a obovadas, as mais externas e internas frequentemente reduzidos em tamanho e de textura diferente, estames 4-50(-80), de desenvolvimento centrípeto, filamentos curtos, soldados na base ou livres, anteras tetra-esporangiadas, basifixas, ovado-oblongas a lanceolado-oblongas, antrorsas a latrorsas, tecas lateralmente deiscentes, conectivo de ligeiramente inchado a muito ampliado, por vezes sobressaindo apicalmente. O gineceu é súpero, com (5-)7-100(-300) carpelos ovoides a obovoides, em espiral sobre o receptáculo, formando uma massa elipsoidal a subglobosa, ou num verticilo, estilete subulado a cónico, estigma subpeltado, com um par de cristas ventrais, 1-5(-11) óvulos por carpelo, anátropos, crasinucelados, bitégmicos, pêndulos ou unidos ventralmente. O pólen é globular a oblato, hexacolpado, por vezes tricolpado, com três colpos convergentes (sincolpado) no pólo distal. A exina é semitectada-reticulada, com muros altos, e endexina contínua.
O fruto é uma baga ou folículo múltiplo, cada baga subglobosa a elipsoide, com pericarpo suculento, vermelho ou púrpura escuro. As sementes são 1-5(-11) por fruto, subglobosas a ovoides ou reniformes, aplanadas, com a testa dura ou quebradiça, lisa, rugosa ou tuberculada, com endosperma abundante, oleoso, e embrião pequeno.
O número cromossómico é n = 14, 2n = 28; n = 13 (em Schisandra coccinea ou Illicium floridanum); x = 7 provavelmente.
Fitoquímica

Arisanlactona-A, um secotriterpenoide de Schisandra arisanensis.

As espécies desta família são ricas em alcaloides, mono- e sesquiterpenos (particularmente do tipo da anisatina em Illicium), neolignanos do tipo do dibenzociclooctano e alilfenois. Embora em menores concentrações, apresentam flavonoides, lignanos e neolignanos do tipo do dibenzilbutano e do diariltetrahidrofurano. As flavonas estão ausentes.
Apresentam também secotriterpenoides de interesse quimiotaxonómico do tipo arisanlactonas, entre as quais a arisanlactona A.
Ecologia
As espécies que integram a família ocorrem principlamnete nas florestas perene de regiões quentes e subtropicais da Ásia e da América, com algumas espécies a colonizar florestas decíduas e aciculifólias de regiões temperadas do nordeste da Ásia ou as selvas de altitudes elevadas (1000-2400 m) em Java e na Malásia.
Os membros das Schisandaceae são polinizadas predominantemente por insectos galhadores nocturnos da família Cecidomyiidae que põem os seus ovos nas flores masculinas e femininas (em espécies de Schisandraceae com flores unissexuais) ou nas flores de estágio masculino e feminino (em espécies com flores bissexuais). As larvas desses mosquitos desenvolvem-se no tecido floral assim que caem ao solo, alimentando-se de exsudatos florais (não de óvulos ou pólen).
Contudo, as flores de Illicium floridanum são vistosas, vermelhas ou roxas, com cheiro a peixe, sendo polinizados por vários insectos, principalmente Diptera. Outras espécies possuem flores menos atraentes e seus agentes polinizadores são desconhecidos, embora se presuma que sejam insectos.
As sementes de Illicium são expelidas dos folículos, apresentando hidrocoria ou possivelmente zoocoria.
Usos
A única espécie com interesse económico é o Illicium verum (a badiana), cujos frutos são conhecidos como anis-estrelado, uma espécie nativa da Ásia oriental, cujos frutos com sabor a erva-doce são usados como condimento e em infusão. Contudo, algumas espécies do género Illicium exibem acentuada toxicidade. De duas outras espécies, Kadsura heteroclita e Schisandra chinensis são recolhidos frutos usadas na medicina tradicional asiática. Algumas espécies são usadas como ornamentais.

## Filogenia e sitemática

### Filogenia
Dentro da ordem Austrobaileyales, a relação filogenética entre as famílias é a seguinte:
|  | Austrobaileyaceae                                               |
|  |                                                                 |
|  | \| \| Schisandraceae \| \| \| \| \| \| Trimeniaceae \| \| \| \| |
|  |                                                                 |
|  | Schisandraceae                                                  |
|  |                                                                 |
|  | Trimeniaceae                                                    |
|  |                                                                 |

|  | Schisandraceae |
|  |                |
|  | Trimeniaceae   |
|  |                |

### Sistemática
Os sistemas clássicos de base morfológica tiveram dificuldade em enquadrar as espécies que constituem o agrupamento taxonómico que agora está integrado na família Schisandraceae, repartindo os respectivos géneros pelas famílias Magnoliaceae e Illiciaceae.
O sistema de Cronquist, de 1981, considerava as plantas desta família (no seu sentido lato) como duas famílias (Illiciaceae e Kadsuraceae) que juntas constituíam:
a ordem Illiciales,
na subclasse Magnoliidae,
na classe Magnoliopsida [=dicotiledóneas],
na divisão Magnoliophyta [=angiospérmicas].
O primeiro sistema de base essencialmente filogenética, o sistema APG de 1998, reconhecia as famílias Schisandraceae sensu stricto e Illiciaceae, não atribuídas a uma ordem. Considerava ambas as famílias como sendo das mais basais dentro do clado das angiospérmicas.
O sistema APG II, de 2003, também reconhecia esta família e colocava-a na ordem Austrobaileyales, que por sua vez era considerada uma das linhagens mais ancestrais do clado das angiospérmicas. Na acepção do sistema APG II esta família consistia num grupo de espécies de plantas lenhosas contendo óleos essenciais repartidas por 3 géneros.
No entanto, o sistema APG II permitia a opção de segregar o género Illicium como constituindo a família Illiciaceae. ESta opção deixava apenas dois géneros nesta família Schisandraceae sensu stricto, os géneros Schisandra e Kadsura, totalizando várias dezenas de espécies das regiões tropicais e temperadas do sudeste e leste da Ásia e da América do Norte e das Caraíbas.
O sistema APG IV, de 2016, tam como o seu antecessor APG III reconhece esta família e coloca-a na ordem Austrobaileyales, dadando-lhe a sua presente circunscrição.

### Géneros
O nome botânico do género tipo da família, Schisandra, é derivado das palavras gregas: schizein, "divisão", e andros, "homem", uma referência ao órgão masculino que em muitas das espécies do género apresenta estames fendidos. São sinónimos taxonómicos para Schisandraceae Blume os nomes Illiciaceae Berchtold & Presl e Kadsuraceae Radogizky.
Na sua presente circunscrição, a família Schisandraceae inclui 3 géneros com cerca de 92 espécies.
- Illicium L. — com cerca de 42 espécies, nativas de uma vasta região que vai desde a Índia à Ásia Oriental e ainda as regiões subtropicais a tropicais da América do Norte e da América Central.
- Schisandra Michx. — com cerca de 30 espécies, nativas principalmente das regiões subtropicais e tropicais da Ásia, com apenas uma espécie (Schisandra glabra) nativa da América do Norte. Entre outras, o género inclui as seguintes espécies:
  - Schisandra chinensis (Turcz.) Baill. — nativa de uma região que se estende desde a bacia do rio Amur até à China, Coreia, Japão e Sacalinas.
  - Schisandra glabra (Brickell) Rehder — nativa do México e do sueste dos Estados Unidos.[11]
  - Schisandra grandiflora Hook. f. & Thomson — nativa de uma região que se estende de Himachal Pradesh e Myanmar até ao sudoeste da China.
  - Schisandra repanda (Siebold & Zucc.) A.C.Sm. — nativa do Japão e do sul da Coreia.
  - Schisandra rubriflora Rehder & E.H. Wilson (sin.: Schisandra grandiflora var. rubriflora (Rehder & E.H. Wilson) C.K. Schneid.) — nativa de Assam e do oeste da China.
  - Schisandra sphenanthera Rehder & E.H. Wilson — nativa da China.
- Kadsura Juss. — com cerca de 28 espécies, nativa do leste e sueste da Ásia.

| Imagem | Géneros                        | Espécies extantes |
| ------ | ------------------------------ | --- |
|        | Kadsura Kaempf. ex Juss., 1810 | - Kadsura acsmithii - Bornéu - Kadsura angustifolia - Guangxi, Vietname - Kadsura borneensis - Sabah - Kadsura celebica - Sulawesi - Kadsura coccinea - S China, N Indochina - Kadsura heteroclita - China, Subcontinente Indiano, Indochina, Bornéu, Samatra - Kadsura induta - Yunnan, Guangxi, Vietname - Kadsura japonica - Japão, Coreia, Nansei-shoto, Taiwan - Kadsura lanceolata - Malásia, Bornéu, Samatra, Sulawesi, Maluku - Kadsura longipedunculata - China - Kadsura marmorata - Bornéu, Filipinas - Kadsura oblongifolia - Guangxi, Guangdong, Hainan - Kadsura philippinensis - Filipinas - Kadsura renchangiana - Guangxi - Kadsura scandens - Península Malaia, Samatra, Java, Bali - Kadsura verrucosa - Laos, Vietname, Península Malaia, Sumatra, Java |
|        | Illicium L., 1759              | - Illicium angustisepalum - S China - Illicium anisatum – Japão, sul da Coreia, Taiwan - Illicium arborescens - Taiwan - Illicium brevistylum - Guangdong, Guangxi, Hunan, Yunnan - Illicium burmanicum - Yunnan, Myanmar - Illicium cubense - Cuba - Illicium difengpi - Guangxi - Illicium dunnianum - S China - Illicium floridanum- Estados Unidos (FL GA AL MS LA) - Illicium griffithii - Tibet, Butão, Arunachal Pradesh - Illicium guajaibonense - Cuba - Illicium henryi - S China - Illicium jiadifengpi - S China - Illicium lanceolatum - S China - Illicium leiophyllum - Hong Kong - Illicium macranthum - Yunnan - Illicium majus - S China, Vietname, Myanmar - Illicium merrillianum - Yunnan, Myanmar - Illicium mexicanum - Veracruz - Illicium micranthum - Yunnan - Illicium modestum - Yunnan - Illicium pachyphyllum - Guangxi - Illicium parviflorum – Estados Unidos (FL GA SC) - Illicium petelotii - Yunnan, Vietname - Illicium philippinense - Filipinas, Taiwan - Illicium simonsii - S China, Assam, Myanmar - Illicium tashiroi - Taiwan, Nansei-shoto - Illicium tenuifolium - Vietname - Illicium ternstroemioides - Fujian, Hainan - Illicium tsaii - Yunnan - Illicium verum – Guangxi - Illicium wardii - Yunnan, Myanmar |
|        | Schisandra Michx., 1803        | - Schisandra arisanensis - S China incl. Taiwan - Schisandra bicolor - Guangxi, Hunan, Yunnan, Zhejiang - Schisandra chinensis - Extremo Oriente Russo, NE China, Coreia, Japão - Schisandra elongata - Java - Schisandra glabra - Hidalgo, Estados Unidos (LA AR MS AL TN KY GA FL SC NC) - Schisandra glaucescens - Chongqing, Hubei - Schisandra grandiflora - Tibete, Sikkim, Nepal, Butão, Assam, Uttarakhand - Schisandra henryi - S China - Schisandra incarnata - Hubei - Schisandra lancifolia - Sichuan, Yunnan - Schisandra longipes - Guangdong, Guangxi - Schisandra macrocarpa - Yunnan - Schisandra micrantha - Manipur, Yunnan, Myanmar - Schisandra neglecta - Sikkim, Nepal, Butão, Assam, Myanmar, Yunnan - Schisandra parapropinqua - Guizhou, Yunnan - Schisandra perulata - Tailândia, Vietname - Schisandra plena - Arunachal Pradesh, Yunnan - Schisandra propinqua - China, Assam, Nepal, Myanmar, Tailândia, Java, Bali - Schisandra pubescens - Sichuan, Hubei - Schisandra pubinervis - Hubei, Sichuan - Schisandra repanda - Coreia, Japão - Schisandra rubriflora - Arunachal Pradesh, Yunnan, Myanmar, Sichuan - Schisandra sphaerandra - Sichuan, Yunnan - Schisandra sphenanthera - China - Schisandra tomentella - Sichuan   |